# Acacia adoxa
Acacia adoxa är en ärtväxtart som beskrevs av Leslie Pedley. Acacia adoxa ingår i släktet akacior, och familjen ärtväxter.

## Underarter
Arten delas in i följande underarter:
- A. a. adoxa
- A. a. subglabra